# Jason Lezak
Jason Lezak, född 12 november 1975 i Irvine, Kalifornien, är en amerikansk före detta frisimmare som vunnit fyra olympiska guldmedaljer.

### Fotnoter
1. ↑  ”Jason Lezak Bio, Stats, and Results - Olympics at Sports.reference.com”. sportsreference.com. Sportsreference. Arkiverad från originalet den 27 september 2009. https://web.archive.org/web/20090927163950/http://www.sports-reference.com/olympics/athletes/le/jason-lezak-1.html. Läst 24 november 2015.